# ボビー・スケールズ
ボビー・レオン・スケールズ（Bobby Leon Scales , 1977年10月4日 - ）は、アメリカ合衆国ミシガン州サウスフィールド出身の元プロ野球選手（内野手、外野手）。右投両打。
主な守備位置は二塁手であるが、外野手や三塁手を務めることもできる。

## 経歴
1999年6月11日に開催されたMLBドラフト14巡目（全体442位）でサンディエゴ・パドレスから指名された。ミシガン大学在学中は、ウエストコースト・リーグ（夏季大学野球リーグ）のコーバリス・ナイツでプレーした。
2003年にAAA級ポートランド・ビーバーズに昇格。以後、2006年にフィラデルフィア・フィリーズ、2007年にボストン・レッドソックス、2008年にシカゴ・カブスの各傘下マイナーに所属した。
2009年5月4日にカルロス・ザンブラーノが15日間の故障者リスト入りしたことでメジャーに招集され、翌5日のサンフランシスコ・ジャイアンツ戦で31歳にしてデビューした（七番・二塁手として先発出場）。MLB初打席時の相手投手は、前年のナショナル・リーグサイ・ヤング賞を受賞したティム・リンスカムだった。MLB初得点は、同じ試合で5回裏にショーン・マーシャルの適時打の際に記録された。5月8日にはMLB初三塁打をデイブ・ブッシュから、12日にはMLB初本塁打をエドウィン・モレノ（パドレス）から記録した。14日のパドレス戦では2本の二塁打で4打点を稼いでいる。5月27日に一旦AAA級アイオワに戻されるが、翌日には再びメジャーに復帰した。
2011年6月27日、北海道日本ハムファイターズと契約した。背番号は2。日本ハムは正二塁手の田中賢介が左足距骨を骨折し、同年シーズン中の戦線復帰が絶望視されていたため、二塁を守れる選手の緊急補強の必要に迫られていた。当初は3割を超える安定した成績を残していたが、9月には月間打率.193、OPS.541と調子を落とした。守備にも難が見られたことから契約は更新されず、12月1日に退団が決まった。
2012年1月27日にシカゴ・カブスとマイナー契約を結んだ。その後、メッツ傘下3Ａバイソンズへ移籍。

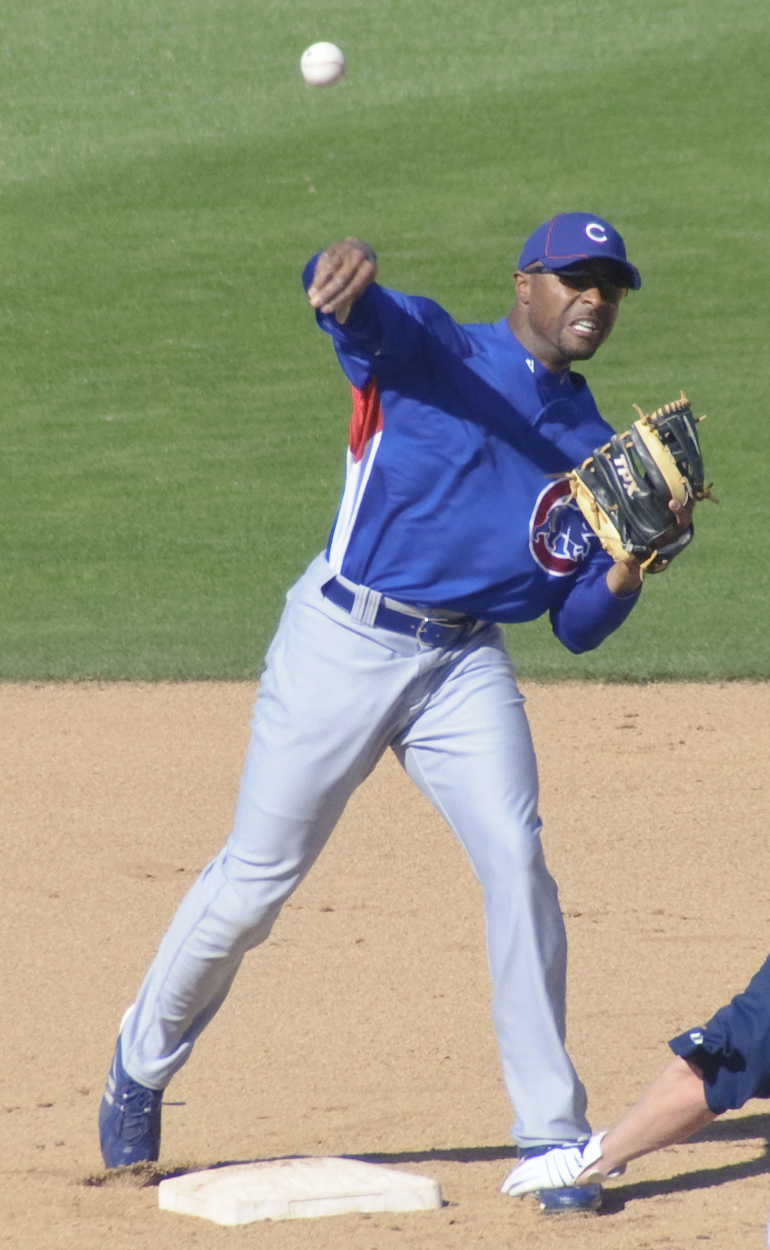
シカゴ・カブスでの現役時代
（2010年3月11日）

同年5月18日、打撃不振に悩むチーム事情のテコ入れ、また不動のセンター坂口智隆の長期離脱により外野が手薄となったこともありオリックス・バファローズと入団合意に達し、20日に入団を発表した。背番号は4。日本ハム時代は内野として起用され、オリックスでも内野手登録ではあったが、実際は専ら外野手として起用された。5月25日の対広島戦で1番・レフトで初出場すると、以降は主に1番または3番で起用される。序盤は粘って四球で出塁する等の好成績を残していたが、徐々に調子を落としていった。最終的に成績は出塁率.373と高出塁率を誇り選球眼は健在であったが、6月26日の対ソフトバンク戦では延長回も含め1試合5三振を記録する等途中入団ながら103三振をマークし、得点圏打率は.232と好機での凡退が目立ち、打率.262、5本塁打23打点と物足りない成績に終わった。9月26日の試合終了後に翌年の構想から外れ、退団することが発表された。10月26日、自由契約公示された。
このシーズンをもって現役引退し、その後ロサンゼルス・エンゼルスのファームディレクター、GM補佐を務め、2017年からはピッツバーグ・パイレーツのマイナーリーグフィールドコーディネーターを務めている。

## 選手としての特徴
いかなる場面でも全力を尽くすハッスルプレーが信条。高い打率と出塁率を残せる中距離打者であり、時折放つ長打も魅力。本職である二塁の他、三塁、左翼、右翼もこなせるユーティリティープレーヤー。

## 人物
オフシーズンには、ジョージア州の高校で非常勤講師をしている。また、モニカ夫人は健康社会学の博士号を取得している。
日本でチームメイトとなったマイカ・ホフパワーはカブスでも同僚であり、スケールズのMLBデビュー戦にも五番・左翼手として先発出場している。
パドレス傘下3A時代にチームメイトだったブライアン・スウィーニーは、メジャーから声が掛からず先を越されていくスケールズを励まし、「諦めることはない。メジャーに上がったらお祝いにワインを贈るよ」と約束。2009年に初昇格を果たした直後には彼から本当にボトルが届き、スケールズは「感動して、今でも飲めずに保管してあるんだ」と忘れられない思い出になっているという。
日本ハムのチームメイトやファンからはスケさん（水戸黄門の登場人物、佐々木助三郎の愛称に因む）と呼ばれている。なお、日本ハムの私設応援団「全国闘将会」は、スケールズへの応援歌として、2007年に日本ハムに所属していた外国人で同じ二塁手のアンディ・グリーンのものを歌詞を変更した上で使用していた。オリックス時代も引き続き「スケさん」の愛称で親しまれ、登場曲もスケさんにちなんで水戸黄門の主題歌である『ああ人生に涙あり』が使用された。

## 詳細情報

### 年度別打撃成績
| 年 度   | 球 団      | 試 合 | 打 席 | 打 数 | 得 点 | 安 打 | 二 塁 打 | 三 塁 打 | 本 塁 打 | 塁 打 | 打 点 | 盗 塁 | 盗 塁 死 | 犠 打 | 犠 飛 | 四 球 | 敬 遠 | 死 球 | 三 振 | 併 殺 打 | 打 率 | 出 塁 率 | 長 打 率 | O P S |
| ------- | ---------- | ----- | ----- | ----- | ----- | ----- | -------- | -------- | -------- | ----- | ----- | ----- | -------- | ----- | ----- | ----- | ----- | ----- | ----- | -------- | ----- | -------- | -------- | ----- |
| 2009    | CHC        | 51    | 138   | 124   | 15    | 30    | 8        | 2        | 3        | 51    | 15    | 0     | 0        | 0     | 1     | 11    | 1     | 2     | 32    | 5        | .242  | .312     | .411     | .723  |
| 2010    | CHC        | 10    | 20    | 13    | 4     | 4     | 0        | 0        | 0        | 4     | 2     | 1     | 0        | 0     | 0     | 7     | 0     | 0     | 5     | 0        | .308  | .550     | .308     | .858  |
| 2011    | 日本ハム   | 80    | 317   | 287   | 34    | 75    | 11       | 0        | 9        | 113   | 30    | 2     | 0        | 0     | 1     | 25    | 0     | 4     | 103   | 3        | .261  | .328     | .394     | .722  |
| 2012    | オリックス | 85    | 362   | 305   | 42    | 80    | 16       | 3        | 5        | 117   | 23    | 4     | 1        | 0     | 2     | 47    | 1     | 8     | 103   | 3        | .262  | .373     | .384     | .757  |
| MLB:2年 | MLB:2年    | 61    | 158   | 137   | 19    | 34    | 8        | 2        | 3        | 55    | 17    | 1     | 0        | 0     | 1     | 18    | 1     | 2     | 37    | 5        | .248  | .342     | .401     | .743  |
| NPB:2年 | NPB:2年    | 165   | 679   | 592   | 76    | 155   | 27       | 3        | 14       | 230   | 53    | 6     | 1        | 0     | 3     | 72    | 1     | 12    | 206   | 6        | .262  | .352     | .389     | .741  |

### 記録
NPB初記録
- 初出場・初先発出場：2011年7月7日、対千葉ロッテマリーンズ9回戦（QVCマリンフィールド）、7番・指名打者として先発出場
- 初打席：同上、2回表に小林敦から見逃し三振
- 初安打・初打点：2011年7月9日、対東北楽天ゴールデンイーグルス6回戦（旭川スタルヒン球場）、5回裏に川岸強から中前適時打
- 初本塁打：2011年7月11日、対東北楽天ゴールデンイーグルス8回戦（札幌ドーム）、3回裏に塩見貴洋から左越2ラン
- 初盗塁：2011年8月21日、対オリックス・バファローズ15回戦（札幌ドーム）、4回裏に二盗（投手：西勇輝、捕手：鈴木郁洋）

### 背番号
- 24 （2009年）
- 19 （2010年）
- 2 （2011年途中 - 同年終了）
- 4 （2012年途中 - 同年終了）

### 登場曲
- あゝ人生に涙あり - 杉良太郎